# Martin Dosse
Martin Dosse est né le 06 mars 1915  à Liernais. Il était instituteur et résistant durant la Seconde Guerre mondiale. Il est mort fusillé par les nazis en 1944.
Une place du village a été nommée en son honneur.

## Biographie
Instituteur à Mauvilly, sous le nom de Tino, il était membre  du maquis de Pothières, Le tabou(sur le maquis Tabou, voir aussi), dans le Morvan. Il fut fusillé à Chamarandes près de Chaumont en Haute-Marne le 14 janvier 1944.